# Joseph Marie de Fürstenberg
Joseph Marie Benoît de Fürstenberg-Stühlingen (* 9 janvier 1758 à Donaueschingen; † 24 juin 1796 au même lieu) est le septième prince de Fürstenberg.

## Biographie
Joseph Marie Benoît est le fils du prince Joseph Wenzel de Fürstenberg et de Maria Josepha von Waldbourg-Scheer-Trauchbourg. Il étudie à l'Université de Salzbourg et de la Ritterakademie à Turin.
Il reprend en 1783 le gouvernement et mène une vie de débauche, prenant le contre-pied du règne très moral de son père.
Sa famille exhorte Joseph Marie à se marier. Le 15 novembre 1772 il conclut un contrat de mariage avec la princesse Marie-Thérèse, fille du prince Alexandre Ferdinand von Thurn und Taxis. En avril 1776 le contrat est annulé. Le 15 janvier 1778 Joseph Marie épouse Maria Antonia de Hohenzollern-Hechingen, la fille du prince Joseph Frédéric Guillaume de Hohenzollern-Hechingen. Le couple n'a pas d'enfants.

## Musicien
Comme son père Joseph Marie est un amateur de musique, il est un pianiste talentueux et son épouse une "excellente Soprano". Il poursuit la relation de son père avec Mozart. En 1784, l'ancienne école d'équitation à Donaueschingen devient un théâtre de 500 places, où les opéras de Mozart sont joués.

## Sources
- Erno Seifriz: "Des Jubels klare Welle in der Stadt der Donauquelle“. Musik am Hofe der Fürsten von Fürstenberg in Donaueschingen im 18. und 19. Jahrhundert In: Mark Hengerer und Elmar L. Kuhn (Hrsg.): Adel im Wandel. Oberschwaben von der frühen Neuzeit bis zur Gegenwart. Verlag Thorbecke, Ostfildern 2006,,  (ISBN 978-3-7995-0216-0),vol. 1, Pp. 363-376.